# بولو (محافظة)
محافظة بولو هي إحدى محافظات تركيا. عاصمتها مدينة بولو تبلغ مساحتها 10,716 كم2 ويبلغ عدد سكانها 270,654 نسمة كما يبلغ معدل الكثافة السكانية 25/كم2 تقع في شمال غرب تركيا.

## معالم
يوجد قبر «سامسا تشاوش» في قرية «حاجي موسي لار» (بالتركية: Hacımusalar) بالقرب من مدينة «مودورنو» (بالتركية: Mudurnu) بمحافظة بولو، وهو من الرجال المؤسسين للدولة العثمانية.

## أعلام
- آق شمس الدين